# Отгонбаярын Тувшинболд
Отгонбаярын Тувшинболд (монг. Отгонбаярын Түвшинболд; 7 октября 1969 Улан-Батор - 10 июля 2018 Улан-Батор) — монгольский шашист (международные шашки), чемпион Азии 2015, бронзовый призёр чемпионата Азии 2003 года и 2012 годов, бронзовый призёр чемпионата Азии 2014 года в блице.  Чемпион Монголии по международным шашкам 2000 и 2012 годов. Международный гроссмейстер. FMJD-Id: 10394.
Участник чемпионата мира 2007 (20 место).